# De ensamma
De ensamma är en kriminalroman av Håkan Nesser från 2010. Det är den fjärde boken i en serie om kriminalinspektör Gunnar Barbarotti i den fiktiva svenska staden Kymlinge.
Del ett i serien är Människa utan hund (2006), del två är En helt annan historia (2007), del tre är Berättelse om herr Roos (2008).